# بيرساغلييري

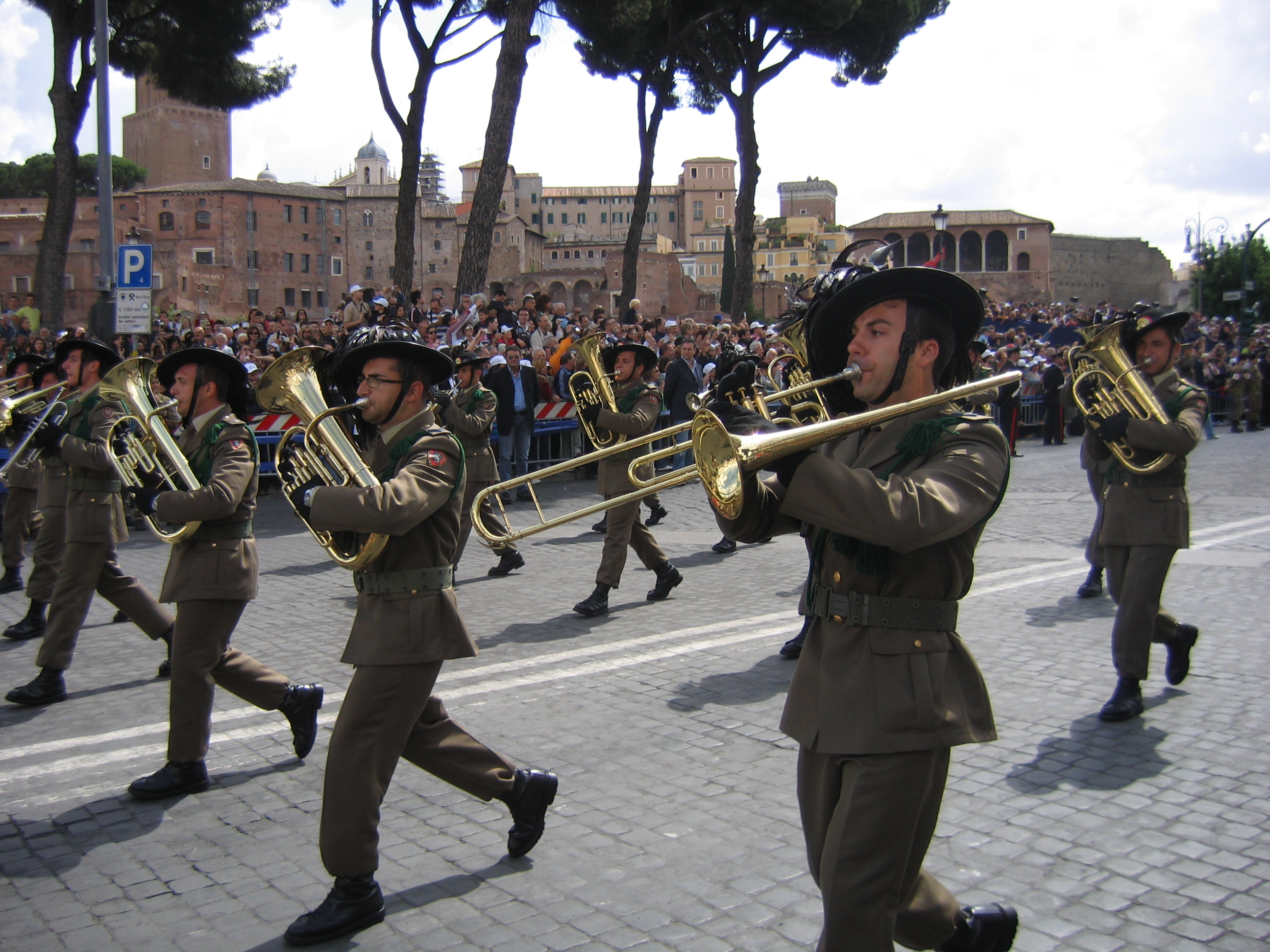
بيرساغلييري في مسير عسكري

بيرساغلييري أو الرماة أو القناصة هو فيلق من الجيش الإيطالي أنشئه الجنرال أليساندرو لا مارمورا في 18 يونيو/ حزيران 1836 للخدمة في جيش مملكة سردينيا ليصبح في وقت لاحق الجيش الملكي الإيطالي. كان الفيلق دائماً فيلق مشاة سهل التحرك ويمكن تمييزه حتى الآن من خلال القبعة التي يرتدون (فقط في اللباس الرسمي في العصر الحديث) و تزين بريش أسود. كما تضاف الريش عادة إلى خوذهم القتالية. من سماتهم الأخرى سرعة وتيرة مسيرهم في العروض العسكرية.